# Hernán Grüber Odremán
Hernán Evencio Grüber Odremán (17 de febrero de 1940 – 12 de abril de 2021) fue un marino militar y político venezolano. Encabezó el golpe de Estado de noviembre de 1992 en Venezuela, contra el gobierno del entonces presidente Carlos Andrés Pérez. Fue el Autor del Himno del Estado de Amazonas. 

## Carrera
Ingresó en la Marina de Guerra como Oficial y fue ascendiendo hasta llegar a alcanzar el grado de contralmirante. Participó en la lucha contra la insurrección comunista de las Fuerzas Armadas de Liberación Nacional (FALN) en la década de 1960 en Venezuela. Posteriormente fue nombrado inspector general de la Armada Venezolana, cargo desde el cual dirigió el intento de Golpe de Estado de noviembre de 1992 contra el presidente Carlos Andrés Pérez, con base en el Museo Histórico Militar de La Planicie. Fracasada la rebelión fue preso en el Cuartel San Carlos con la pena de 27 años y seis meses, siendo indultado años después por Rafael Caldera.
En las elecciones regionales de 1998 se postuló para la gobernación del Estado Miranda obteniendo el 31.26 % de los votos, pero siendo derrotado por el antiguo alcalde del municipio Sucre, Enrique Mendoza. Ese mismo año se desarrollaron comicios para la Presidencia de la República en los cuales resultó ganador su antiguo camarada de armas Hugo Chávez, quien –facultado por la antigua Constitución Nacional de 1961– lo designó en 1999 Gobernador del Distrito Federal. Fue la última persona en ocupar dicho cargo, que fue sustituido un año después por las nuevas autoridades del Distrito Capital, figura creada en la nueva Constitución promulgada en 1999.
Con acusaciones de corrupción en su gestión como gobernador de Caracas, aunque en juicio se dictaminó su inocencia por esta acusación, se retiró de la política y se desvinculó del gobierno de Chávez. Se dedicó a la música y a la poesía. Falleció el 12 de abril de 2021 por complicaciones derivadas del COVID-19.
Es autor de diversos libros en los que trata diversos asuntos, cómo Alerta Soldados y Cuartel San Carlos prisión militar.